# Pathways to Unknown Worlds
Pathways to Unknown Worlds ist ein Jazzalbum von Sun Ra and His Astro Infinity Arkestra. Die 1973 angeblich im El Saturn Recording Studio, Chicago, entstandenen Aufnahmen erschienen 1975 auf ABC Impulse, 2000 als Compact Disc (gekoppelt mit Friendly Love) bei Evidence Records. Am 22. Februar 2019 wurden die Aufnahmen auf dem Label Modern Harmonic in erweiterter Form wiederveröffentlicht.

## Hintergrund
Die Aufnahmen entstanden in der Zeit, als Sun Ra bei Impulse! Records nicht nur ältere Produktionen aus seinem Saturn-Katalog wiederveröffentlichte, sondern mit seinem Arkestra auch Material für neue Alben einspielte (wie Crystal Spears und Cymbals/Deep Purple).
Die Aufnahmen von Pathways to Unknown Worlds wurden 1975 auf LP veröffentlicht; gekoppelt mit Friendly Love, ebenfalls 1973 in ähnlicher Besetzung entstanden, erschien es als Compact Disc erstmals 2000 bei Evidence Records. In der 2019 bei Sundazed Music/Modern Harmonic erschienenen Neuausgabe des Albums wurde das Stück „Extension Out“ in der vollständigen Version veröffentlicht. Weitere Stücke waren „View From a Mountain Top“, „Intrinsic Energie“ und „Of Mythic Worlds“ (letztere beide auch auf Of Mythic Worlds von 1978 enthalten).
Zu den Arkestra-Musikern gehörten neben dem Bandleader an Vibraphon, Synthesizer und Orgel der Trompeter Lamont McClamb (alias Kwame Hadi), die Holzbläser Marshall Allen, John Gilmore, Danny Ray Thompson und Leroy Taylor (alias Eloe Omoe), die Bassisten Ronnie Boykins und Bill Davis, außerdem der Schlagzeuger Clifford Jarvis.

## Titelliste
- Sun Ra: Pathways to Unknown Worlds (ABC Impulse! ASD-9298, ABC Records ASD-9298)[4]

1. Pathways to Unknown Worlds 12:12
2. Extension Out 7:31
3. Cosmo-Media 6:58

- Sun Ra And His Astro Infinity Arkestra – Pathways To Unknown Worlds (Modern Harmonic MHCD-084)[5]

1. Pathways to Unknown Worlds 12:31
2. Extension Out (Complete Take) 12:59
3. Cosmo-Media 7:05
4. View From a Mountain Top 3:07
5. Intrinsic Energies 8:38
6. Of Mythic Worlds 12:45

Die Kompositionen stammen von Sun Ra.

## Rezeption
Lindsey Planer verlieh dem Album in Allmusic vier Sterne und schrieb, auch wenn die drei Free-Jazz-Improvisationen in vielerlei Hinsicht dem klanglichen Laissez-faire, das zum Synonym für das Sun Ra Arkestra wurde, ziemlich ähnlich sind, gebe es doch einige erkennbare Unterschiede. Dies liege an der Anwesenheit des Bassisten Ronnie Boykins. Ähnlich wie Marshall Allen (Altsaxophon/Oboe) und John Gilmore (Tenorsaxophon/Schlagzeug) war Boykins in Sun Ras Rängen aufgestiegen, und seine brillanten und ausdrucksstarken Darbietungen für das Arkestra hätten die positive Resonanz des Bassisten unter seinen Kollegen hervorgerufen. So bildeten seine Soli einen Schwerpunkt dieses Albums. Ein weiteres klangliches Element, das das Projekt sofort ins rechte Licht rücke, sei Sun Ras Verwendung des Moog-Synthesizers, der seine verschiedenen Kombinationen aus E-Piano und Orgel ergänze. Seine ständigen Experimente mit den Texturen des Instruments und seiner scheinbar endlosen Reihe von Frequenzgängen würden eines der beständigeren Motive auf den Titeln „Pathways to Unknown Worlds“, „Extension Out“ und „Cosmo-Media“ liefern.